# Green Bay Packers 1928
La stagione 1928 dei Green Bay Packers è stata l'ottava della franchigia nella National Football League. La squadra, allenata da Curly Lambeau, ebbe un record di 6-4-3, terminando quarta in classifica.

## Calendario
| Stagione regolare |              |                             |           |        |
| Gara              | Data         | Avversario                  | Risultato | Record |
| 1                 | 23 settembre | Frankford Yellow Jackets    | S 9–19    | 0–1    |
| 2                 | 30 settembre | Chicago Bears               | P 12–12   | 0–1–1  |
| 3                 | 7 ottobre    | New York Giants             | S 0–6     | 0–2–1  |
| 4                 | 14 ottobre   | Chicago Cardinals           | V 20–0    | 1–2–1  |
| 5                 | 21 ottobre   | at Chicago Bears            | V 16–6    | 2–2–1  |
| 6                 | 28 ottobre   | Dayton Triangles            | V 17–0    | 3–2–1  |
| 7                 | 4 novembre   | at Pottsville Maroons       | V 26–14   | 4–2–1  |
| 8                 | 11 novembre  | New York Yankees            | P 0–0     | 4–2–2  |
| 9                 | 18 novembre  | at New York Giants          | V 7–0     | 5–2–2  |
| 10                | 25 novembre  | at Pottsville Maroons       | S 0–26    | 5–3–2  |
| 11                | 29 novembre  | at Frankford Yellow Jackets | S 0–2     | 5–4–2  |
| 12                | 2 dicembre   | at Providence Steam Roller  | P 7–7     | 5–4–3  |
| 13                | 9 dicembre   | at Chicago Bears            | V 6–0     | 6–4–3  |

## Classifiche
| Classifica NFL           |    |   |   |      |     |     |     |
|                          | V  | S | P | %    | PF  | PS  | STR |
| Providence Steam Roller  | 8  | 1 | 2 | .889 | 128 | 42  | P1  |
| Frankford Yellow Jackets | 11 | 3 | 2 | .786 | 175 | 84  | S1  |
| Detroit Wolverines       | 7  | 2 | 1 | .778 | 189 | 76  | V4  |
| Green Bay Packers        | 6  | 4 | 3 | .600 | 120 | 92  | V1  |
| Chicago Bears            | 7  | 5 | 1 | .583 | 182 | 85  | S2  |
| New York Giants          | 4  | 7 | 2 | .364 | 79  | 136 | S5  |
| New York Yankees         | 4  | 8 | 1 | .333 | 103 | 179 | V1  |
| Pottsville Maroons       | 2  | 8 | 0 | .200 | 74  | 134 | S1  |
| Chicago Cardinals        | 1  | 5 | 0 | .167 | 7   | 107 | S4  |
| Dayton Triangles         | 0  | 7 | 0 | .000 | 9   | 131 | S7  |

Note:
- I pareggi non venivano conteggiati ai fini della classifica fino al 1972.[2]